# آزتک (آریزونا)
آزتک (به انگلیسی: Aztec) یک منطقهٔ مسکونی در ایالات متحده آمریکا است که در شهرستان یوما، آریزونا واقع شده‌است. آزتک ۱۵٫۹۴ کیلومتر مربع مساحت و ۴۷ نفر جمعیت دارد و ۱۵۵ متر بالاتر از سطح دریا واقع شده‌است.